# Castell de la Guardiola
|  | No s'ha de confondre amb Castell de Guardiola. |

El Castell de la Guardiola o simplement la Guardiola és un castell de guaita enrunat al pla de la Guardiola al municipi de Roses (Alt Empordà), a la part final del vessant sud del Puig Alt, en un planell elevat que domina la cala Montjoi pel seu vessant nord-est. S'hi arriba per una pista de terra que s'agafa des de la carretera de Roses a Cadaqués, per la via de la costa.

## Arquitectura
Aquestes restes d'un castell, tot i estar catalogades a l'Inventari del Patrimoni Arquitectònic de Catalunya, es conserven en força mal estat. En general, les restes conservades delimiten un recinte de planta més o menys rectangular, molt arrasat. Sobre el vessant sud-oest que baixa cap a la cala Pelosa i la badia de Montjoi hi ha dos trams de mur força arrasats, que formen cantonada i presenten una filada d'espitlleres seccionades. Aquestes obertures tenien forma atrompetada i eren força allargades.obra inclosa en l'Inventari del Patrimoni Arquitectònic de Catalunya.
Al sector nord-oest hi ha les restes d'una possible torre, de planta quadrangular. A continuació, tot el límit nord de l'edifici es correspon amb un llarg tram de mur d'uns quatre metres de llargada, del que només s'observa el seu coronament que sobresurt pocs centímetres del nivell del sól.
A l'extrem est, pel costat on la fortificació era més accessible, es conserva l'empremta d'una vall, excavada a la roca i, actualment, força degradada.
Dins del que seria el recinte de la fortificació hi ha una gran barraca de paret seca, de planta cilíndrica i amb la coberta de falsa cúpula. A banda i banda de la porta hi ha dos petits murs que delimiten l'accés a l'interior. Integrades dins de les estructures pertanyents al castell hi ha restes d'altres murs que haurien format part d'una masia construïda posteriorment al mateix indret.

## Història
Les referències històriques del castell de la Guardiola són confuses. Hom apunta a la possible relació entre el castell medieval de la Guardiola, l'antic cenobi que es localitzava en aquest entorn i el castell de Magrivil.
Es pot dir només que el topònim, sense referència concreta a la fortalesa, és emprat en un text de la segona meitat del segle xvii, donant nom segurament a un paratge més extens que el que designa avui; es tracta d'un memorial dels plets sobre jurisdiccions territorials i drets de pesca entre Roses i Cadaqués: "... de un acte rebut als 24 d'agost 1669 consta que Onofre Sastre, sent del terme de la vila de Rosas al Procurador de Fra Greonim Climent Abad de Mer, y Rosas, lo qual acte de possessio en fol. 108. retro, y disposicions de deu testimonis de visu sobre lo article 96 dels donats als 24 de Ianer 1673, consta que la heretat, y territori de Monyoi, y Guardiola estan circumvehins, y contiguos a dita cala de la Pelosa; luego la cala de la Pelosa és del terme de Roses" (Arxiu de Cadaqués).
Les ruïnes de la Guardiola foren descobertes el novembre del 1972 gràcies al topònim (com s'explica a l'obra citada, "L'Arquitectura ..., pàg. 216). La manca d'estudis arqueològics obliga a treballar en el camp de les hipòtesis, situant la fortalesa a l'època alt-medieval vers el s. IX-XI, o fins i tot abans.